# Мерт и Мозел
Мерт и Мозел (фр. Meurthe-et-Moselle) департман је у североисточној Француској. Припада региону Лорена, а главни град департмана (префектура) је Нанси. Департман Мерт и Мозел је означен редним бројем 54. Његова површина износи 5.246 km². По подацима из 1999. године у департману Мерт и Мозел је живело 713.779 становника, а густина насељености је износила 136 становника по km².
Овај департман је административно подељен на:
- 4 округа
- 44 кантона и
- 594 општина.

## Демографија
| 1999.   | 2011.   |
| ------- | ------- |
| 713.779 | 733.124 |